# Auguste François Laby
Auguste François Laby (* 4. Juli 1784 in Paris; † 7. August 1860 ebenda) war ein französischer Porträt- und Historienmaler. Er war ein Schüler von Jacques-Louis David. Von 1814 bis 1850 stellte er seine Werke im Salon de Paris aus.
Laby war ein Maler der dem „Cabinet du Roi“ angehörte und in der Rue Sainte-Anne Nr. 18 in Paris wohnte.

## Werke (Auswahl)
Laby fertigte zahlreiche Porträts.

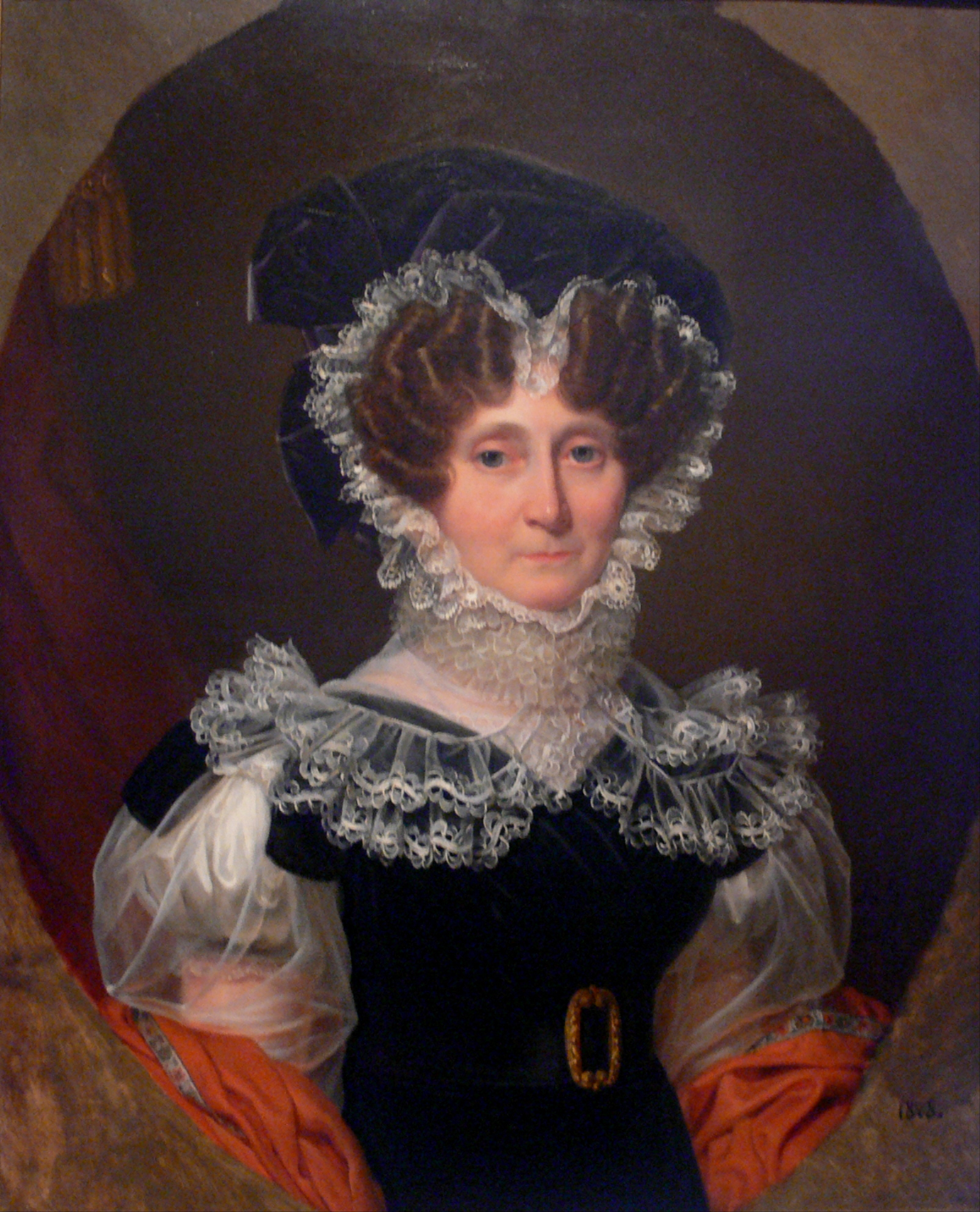
Prinzessin Amalie Zephyrine von Salm-Kyrburg

- 1810: Die Vermählung Napoleon Bonaparte mit Marie-Louise von Österreich
- 1817: Cécile Cazot im Alter von 28 Monaten
- 1824: Général Pierre Joseph Armand de Beuverand und 1825 seine Ehefrau Adélaide Marie Charlotte Richard de Montauge
- 1828: Prinz zu Salm-Kyrburg, Prinzessin Amalie Zephyrine von Salm-Kyrburg und ihr Sohn
- Ludwig XVIII. in königlichem Ornat, Charles X., in königlicher Robe
- Marquise de Béthisy (stehend) und Général Marquis de Béthisy (reitend)